# Baptisia fulva
Baptisia fulva är en ärtväxtart som beskrevs av Larisey. Baptisia fulva ingår i släktet Baptisia och familjen ärtväxter. Inga underarter finns listade i Catalogue of Life.